# Церква Святого Великомученика Юрія Переможця (Мала Снігурівка)
Церква Святого Великомученика Юрія Переможця в Малій Снігурівці — парафія і храм Лановецького благочиння Тернопільської єпархії Православної церкви України в селі Мала Снігурівка Кременецького району Тернопільської области.

## Історія церкви
До 1991 року село входило до парафії в Чайчинцях. У 1991 році, на свято святого великомученика Юрія Переможця, священник Володимир Павлусяк освятив місце під будівництво нового храму.
Будівельними роботами керували Макар Смолій і Степан Динисюк. Активну участь брали всі жителі села, а також тодішній голова колгоспу Іван Климкович. Серед мулярів були Зеновій Гудим, Михайло Драбчук, Трифон Гунько, Ілля Кухарек, Євген Васючка, Андрій Хоптяний, Анатолій Цетнарук, Іван Драбчук. Головним майстром був Зеновій Гудим, а його помічником — Михайло Драбчук.
Навколишні села допомагали коштами. На відкриття храму в 1993 році запросили церковний хор із села Красна Лука.
У вересні 1993 року майстри Юрій та Степан з Великих Кусківців розписали храм і виготовили іконостас. Освятив церкву архієпископ Тернопільський і Кременецький Яків.

## Парохи
- о. Володимир Павлусяк (до кінця 2001),
- о. Іван Жигайло (з 2002).